# Hrvatski nogometni kup 2010./11.
Hrvatski nogometni kup 2010./11. bio je dvadeseti Hrvatski nogometni kup. Naslov je branio Hajduk Split, a kup je osvojio Dinamo Zagreb.

## Pretkolo, 25.kolovoza i 1.rujna
| Br. | Domaći sastav      | Rezultat    | Gostujući sastav    |
| --- | ------------------ | ----------- | ------------------- |
| 1   | Zagora Unešić      | 3–0         | Jedinstvo Omladinac |
| 2   | Opatija            | 2–1         | Velebit             |
| 3   | BŠK Zmaj Blato     | 1–1 (1–2 p) | Karlovac            |
| 4   | Pazinka            | 1–2         | Zadrugar            |
| 5   | Vrbovec            | 4–2 (pr)    | Mladost Cernik      |
| 6   | Mladost Petrinja   | 1–2         | BSK Bijelo Brdo     |
| 7   | Međimurje          | 2–0         | Hrvace              |
| 8   | Moslavina Kutina   | 3–0         | Gaj Mače            |
| 9   | Nosteria           | 3–2         | Novalja             |
| 10  | Graničar           | 2–1         | Olimpija Osijek     |
| 11* | MV Croatia         | 2–0         | Sloboda Slakovec    |
| 12  | Bjelovar           | 4–4 (3–4 p) | Suhopolje           |
| 13  | Podravac           | 0–1         | Rudar 47            |
| 14  | Vinogradar         | 1–2 (pr)    | Lokomotiva          |
| 15  | Slavija Pleternica | 7–0         | Bilogorac           |
| 16  | Rudeš              | 4–1         | Borac Imbriovec     |

Legenda
- 1: Utakmica odigranа 1. rujna.

## Šesnaestina završnice, 21. – 22. rujna
| Br. | Domaći sastav      | Rezultat | Gostujući sastav     |
| --- | ------------------ | -------- | -------------------- |
| 1   | Zadrugar           | 0–6      | Dinamo Zagreb        |
| 2*  | Rudar 47           | 2–10     | Hajduk Split         |
| 3   | Nosteria           | 2–4      | Rijeka               |
| 4   | BSK Bijelo Brdo    | 0–2      | Varaždin             |
| 5   | Opatija            | 0–1      | Slaven Belupo        |
| 6   | Vrbovec            | 0–2      | NK Zagreb            |
| 7   | Slavija Pleternica | 3–4 (pr) | Šibenik              |
| 8   | Rudeš              | 0–3      | Cibalia              |
| 9   | Lokomotiva         | 1–2      | Inter Zaprešić       |
| 10* | MV Croatia         | 1–2      | Osijek               |
| 11  | Graničar           | 0–2      | Pomorac              |
| 12  | Suhopolje          | 3–1      | Segesta              |
| 13  | Zagora Unešić      | 2–4 (pr) | HAŠK                 |
| 14  | Međimurje          | 3–1      | Konavljanin          |
| 15  | Istra 1961         | 3–1      | Hrvatski dragovoljac |
| 16* | Karlovac           | 5–0      | Moslavina Kutina     |

Legenda
* Utakmica igrana 21. rujna.

## Osmina završnice, 26. – 27. listopada
| Br. | Domaći sastav  | Rezultat | Gostujući sastav |
| --- | -------------- | -------- | ---------------- |
| 1   | Karlovac       | 0–2      | Dinamo Zagreb    |
| 2   | Hajduk Split   | 0–1 (pr) | Istra 1961       |
| 3*  | Rijeka         | 3–1      | Međimurje        |
| 4*  | Varaždin       | 1–0      | HAŠK             |
| 5   | Slaven Belupo  | 2–0      | Suhopolje        |
| 6*  | Pomorac        | 0–1      | NK Zagreb        |
| 7   | Osijek         | 2–1      | Šibenik          |
| 8   | Inter Zaprešić | 0–3      | Cibalia          |

* Utakmica igrana 26. listopada.

## Četvrtzavršnica, 10. studenog i 25. studenog
| Prva momčad   | Rez. | Druga momčad  | 1. ut. | 2. ut. |
| ------------- | ---- | ------------- | ------ | ------ |
| Varaždin      | 6–3  | Rijeka        | 2–1    | 4–2    |
| NK Zagreb     | 2–6  | Slaven Belupo | 1–1    | 1–5    |
| Istra 1961    | 2–5  | Cibalia       | 2–3    | 0–2    |
| Dinamo Zagreb | 5–1  | Osijek        | 2–0    | 3–1    |

## Poluzavršnica

### Prve utakmice
| 5. travnja 2011. |               |          |                                                                            |
| Cibalia          | 1 – 0         | Varaždin | HNK Cibalia, Vinkovci Broj gledatelja: 2,000 Sudac: Igor Pristovnik Zagreb |
| Kresinger 31'    | Report (hrv.) |          | HNK Cibalia, Vinkovci Broj gledatelja: 2,000 Sudac: Igor Pristovnik Zagreb |

| 6. travnja 2011.                                           |               |               |                                                                  |
| Dinamo Zagreb                                              | 4 – 1         | Slaven Belupo | Maksimir, Zagreb Broj gledatelja: 1,000 Sudac: Ivan Bebek Rijeka |
| Sammir 7' (pen.) Sylvestr 9' Badelj 23' (pen.) Tomečak 88' | Report (hrv.) | Benko 35'     | Maksimir, Zagreb Broj gledatelja: 1,000 Sudac: Ivan Bebek Rijeka |

### Druge utakmice
| 20. travnja 2011.          |               |                |                                                                           |
| Varaždin                   | 3 – 0         | Cibalia        | Stadion Varteks, Varaždin Broj gledatelja: 4,000 Sudac: Fran Jović Zagreb |
| Vugrinec 47' F. Škvorc 80' | Report (hrv.) | Parmaković 83' | Stadion Varteks, Varaždin Broj gledatelja: 4,000 Sudac: Fran Jović Zagreb |

Varaždin je pobijedio s ukupnih 3:1.
| 20. travnja 2011. |               |               |                                                                                 |
| Slaven Belupo     | 0 – 1         | Dinamo Zagreb | Gradski stadion, Koprivnica Broj gledatelja: 3,500 Sudac: Domagoj Vučkov Rijeka |
|                   | Report (hrv.) | Tomečak 85'   | Gradski stadion, Koprivnica Broj gledatelja: 3,500 Sudac: Domagoj Vučkov Rijeka |

Dinamo Zagreb je pobijedio s ukupnih 5–1.

## Završnica

### Prva utakmica
| 11. srpnja 2011. 20:10                        |               |               |                                                                  |
| Dinamo Zagreb                                 | 5 – 1         | Varaždin      | Maksimir, Zagreb Broj gledatelja: 5,000 Sudac: Ivan Bebek Rijeka |
| Sammir 10' Tonel 45+1' Bećiraj 72' Badelj 80' | Report (hrv.) | D. Škvorc 35' | Maksimir, Zagreb Broj gledatelja: 5,000 Sudac: Ivan Bebek Rijeka |

### Druga utakmica
| 25. svibnja 2011. 20:10 |               |                                   |                                                                                 |
| Varaždin                | 1 – 3         | Dinamo Zagreb                     | Stadion Varteks, Varaždin Broj gledatelja: 3,500 Sudac: Domagoj Vučkov (Rijeka) |
| Šafarić 6'              | Report (hrv.) | Ibáñez 10' Badelj 70' Bećiraj 82' | Stadion Varteks, Varaždin Broj gledatelja: 3,500 Sudac: Domagoj Vučkov (Rijeka) |

Dinamo Zagreb je pobijedio s ukupnih 8:2.

## Poveznice
- T-Com 1. HNL 2010./11.
- 2. HNL 2010./11.
- 3. HNL 2010./11.
- 4. HNL 2010./11.
- 5. rang HNL-a 2010./11.
- 6. rang HNL-a 2010./11.
- 7. rang HNL-a 2010./11.